# La Cañada (Estado de México)
La localidad de La Cañada está situada en el municipio de Villa del Carbón (en el Estado de México). La principal actividad económica es la agricultura pero también cuenta con infraestructura turística como restaurantes y hoteles.
Recibe su nombre debido a la disposición del terreno donde se ubica, es decir entre lomas y la cuenca del río Las animas.

## Monumentos Históricos y lugares de interés
- Capilla de la Virgen de la Peña de Francia
- Mirador La Cañada
- Cascada La Planta
- Ruinas Ex-Hacienda
- Centro Ecoturístico La Planta    (Actualmente en adecuaciones físicas y administrativas)
- Cuevas
- Rancho San Miguel

## Flora
Debido a la altura de la comunidad, que es de 2,300 aprox. presenta bosques de oyamel, encino, bosques mixtos y pastizal inducido
Existen gran variedad de plantas comestibles, desde las silvestres que se usan como remedios caseros, hasta las que provienen de las siembra de milpas como sustento y modo de vida.

## Fauna
La fauna es diversa como la ardilla, armadillo, conejo, cenzontle, codorniz, colibrí, correcaminos, gavilán, gorrión, lechuza, entre otros.

## Administración municipal
H. Ayuntamiento de, Villa del Carbón. «PLAN MUNICIPAL DE DESARROLLO URBANO DE VILLA DEL CARBÓN». Consultado el 28 de junio de 2020.